# 49 Водолея
49 Водолея (лат. 49 Aquarii, HD 212271) — одиночная звезда в созвездии Водолея на расстоянии приблизительно 266 световых лет (около 81 парсека) от Солнца. Видимая звёздная величина звезды — +5,527m. Возраст звезды оценивается как около 950 млн лет.

## Характеристики
49 Водолея — оранжевый гигант спектрального класса K0IIICNII. Масса — около 2,18 солнечных, радиус — около 9,1 солнечных, светимость — около 50,1 солнечных. Эффективная температура — около 4954 К.